# Postamt (Trebbin)

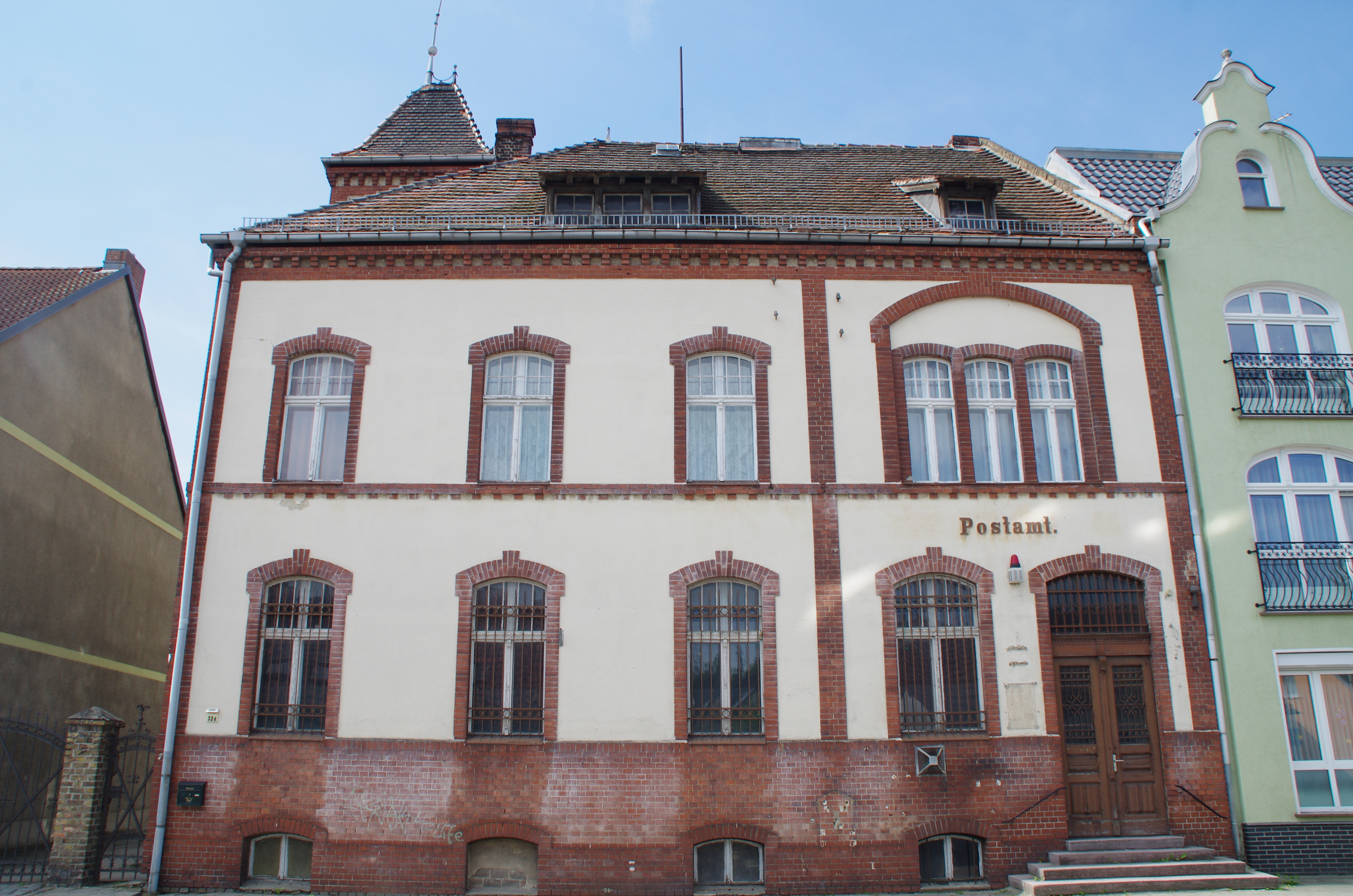
Postamt in der Bahnhofstraße 33a

Das Postamt ist ein Baudenkmal in der Stadt Trebbin im Landkreis Teltow-Fläming im Land Brandenburg.

## Architektur und Geschichte
Das von 1896 bis 1897 errichtete zweigeschossige Postamt wurde von der Reichspost in Auftrag gegeben.
Die Ausführung übernahm der Bauunternehmer Ferdinand Binge. Das Postamt ist massiv in Ziegelbauweise errichtet und hat eine verputzte Fassade. Das zweigeschossige Gebäude ist in fünf Achsen gegliedert und hat ein Walmdach. Zum denkmalgeschützten Ensemble gehört noch die Remise auf dem Hof. Das Gebäude befindet sich in der Bahnhofstraße 33a und wird nicht mehr als Postgebäude genutzt.